# Marcel Dufour
Marcel Petrus Daniel Dufour (Amsterdam, 31 maart 1964) is een Nederlands voormalig springruiter. Hij was onderdeel van de Nederlandse afvaardiging bij de Europese kampioenschappen voor springruiters in Rotterdam in 1989 samen met Jan Tops, Piet Raijmakers, Jos Lansink en Emile Hendrix. Hij won in 1989 het Nederlands Kampioenschap met Olympic Simply Magic tijdens Champion Arnhem.

## Leven en carrière
Dufour is geboren in Amsterdam en de zoon van Greet de Rijk en Piet Dufour. Hij begon te rijden op elfjarige leeftijd en zijn eerste pony was Black Beauty.
Hij kreeg zijn opleiding bij Berend Kalk, Uilke van Meeteren, Henk Nooren en Piet Raijmakers. De paarden die hij reed waren alle in eigendom van zijn vader Piet Dufour. Zijn meest succesvolle paard was N.O.P. Simply Magic, die gekocht werd via de bemiddeling van Jan Tops bij Geoff Billington.
Tijdens Jumping Amsterdam in 1989 werd hij winnaar van de prestigieuze Dunhill Trophy welke werd uitgereikt door Bernhard van Lippe-Biesterfeld.In datzelfde jaar won hij ook de eerste editie van de EC Trophy tijdens het internationaal concours te MECC Maastricht en maakte deel uit van het Nederlands team tijdens het Europees Kampioenschap te Rotterdam. De andere vier ruiters waren Piet Raijmakers, Jos Lansink, Emiel Hendrix en Jan Tops.

## Erelijst als ruiter (selectie)
- 1987 in Biarritz: 2e in Grote Prijs van Biarritz met zijn paard Simply Magic.
- 1987 in Gijón: 3e in Grote Prijs van C.S.I.O. Gijon met zijn paard Simply Magic.
- 1988 in Leeuwarden: 2e in Grote Prijs van Leeuwarden en winnaar van De Gouden Hindernis
- 1989 in Ypäjä: winnaar Finnderby met zijn paard N.O.P. Simply Magic
- 1989 in Ypäjä: winnaar Grote Prijs van Finland met zijn paard N.O.P. Simply Magic
- 1989 in Amsterdam: winnaar 1.50 NHS/Dunhill Trophy-competitie[1] met zijn paarden 007 en N.O.P. Simply Magic
- 1989 in Arnhem: Nederlands Kampioenschap Senioren: Winnaar met zijn paard N.O.P. Simply Magic
- 1989 in Maastricht: winnaar Grote Prijs E.C. Trophy met zijn paard N.O.P. Simply Magic
- 1996 in Riccione: winnaar Grote Prijs met zijn paard Coppa Del Mondo
- 1997 in Oviedo: winnaar Grote Prijs van Oviedo met zijn paardTelegroup Buddy
- 1998 in Windsor: derde plaats in de Grote Prijs van C.S.I.O. Windsor met zijn paard Telegroup Buddy

1. ↑  Interview Piet van Kleef, Volkskrant 31/10/1996